# 青梅李
青梅李（學名：Prunus domestica subsp. italica）是欧洲李的一个亚种。果实通常绿色或黄绿色，离核或黏核，可以鲜食，也可以用来制作甜点、腌渍梅。
第一个真正的青梅李来自于原产于伊朗（波斯）的野生李子（波斯语：گوجهسبز，罗马化：Gowjehsabz）。青梅李生长在温带地区，以其浓郁的糖果味而闻名。
《牛津英语词典》将 "gage "和 "greengage "视为同义词。然而并非所有的gage都是绿色的，一些园艺师对这两个词进行了区分，greengages是gage的一个品种，科学上称为Prunus domestica (subsp. italica var. claudiana.)。此外，青梅李还包括大型的、通常是紫色至黑色的、偶尔是亮黄色的圆李子，以及古老而鲜为人知的奥地利品种Punze（var. rotunda）和Weinkriech（var. vinaria）。